# Buck Kartalian
Buck Kartalian (* 13. August 1922 in Detroit, Michigan; † 24. Mai 2016 in Los Angeles, Kalifornien) war ein US-amerikanischer Schauspieler.

## Leben
Buck Kartalian zog im Alter von zwei Jahren mit seinen Eltern nach New York City, wo sein Vater als Bäcker an der Lower East Side seinen Lebensunterhalt verdiente. Während der Sommermonate verbrachte Kartalian seine Zeit in einem Sommerlager in Connecticut, wo er bereits mit Laienschauspielern in Berührung kam.
Während des Zweiten Weltkriegs diente Kartalian auf einem Zerstörer der United States Navy im Pazifik. Nach seiner Heimkehr begann Kartalian in einem New Yorker Fitnessstudio Sport zu betreiben, wurde Gewichtheber, Bodybuilder und Wrestler und nahm an regionalen, aber auch an landesweiten Wettbewerben teil. Durch seine Physis und Präsenz beeindruckt, wurden auch Broadway-Produzenten auf ihn aufmerksam, so dass er unter anderem in William Shakespeares Romeo und Julia die Rolle des Samson bekam. Er nahm nie Schauspielunterricht.
1953 gab Kartalian auch sein Debüt als Filmschauspieler in der Fernsehserie Robert Montgomery Presents. Obwohl er in dutzenden Spielfilmen und Serien zu sehen war, ist er vor allem durch seine Rolle als Gorilla Julius in Planet der Affen aus dem Jahr 1968 bekannt geworden. 1972 übernahm er in der dritten Fortsetzung des Science-Fiction-Genres, Eroberung vom Planet der Affen, ebenfalls die Rolle eines Gorillamännchens.
Kartalian stand bis 2006 vor der Kamera. Zu seinen jüngsten Produktionen zählen unter anderem der Actionfilm The Rock – Fels der Entscheidung, produziert im Jahr 1996, oder die drei Jahre später, 1999, in Szene gesetzte Filmkomödie Der Onkel vom Mars.
Buck Kartalian war verheiratet und Vater von drei Kindern. Sein Sohn Jason Kartalian arbeitet heute als Filmproduzent.
Er starb im Mai 2016 im Alter von 93 Jahren.

## Filmografie (Auswahl)
- 1968: Planet der Affen (Planet of the Apes)
- 1970: Myra Breckinridge – Mann oder Frau? (Myra Breckinridge)
- 1971: Octaman – Die Bestie aus der Tiefe (Octaman)
- 1972: Eroberung vom Planet der Affen (Conquest from the Planet of the Apes)
- 1973: The New Perry Mason
- 1985: Asia Mission (Gymkata)
- 2005: How I Met Your Mother